# Đại hội Hội đồng Giám mục Việt Nam XIII
Đại hội lần thứ XIII của Hội đồng Giám mục Việt Nam diễn ra từ ngày 3 đến ngày 7 tháng 10 năm 2016 tại Trung tâm mục vụ Tổng giáo phận Thành phố Hồ Chí Minh với sự tham dự đầy đủ của các giám mục của 26 giáo phận.

## Diễn biến

### Ngày 3 tháng 10
Tối ngày 3 tháng 10 năm 2016, Hội đồng Giám mục Việt Nam khai mạc Hội nghị thường niên kỳ II năm 2016, cũng là Đại hội lần thứ XIII bầu chọn ban thường vụ nhiệm kì 2016 - 2019.

### Ngày 4 tháng 10
Sáng sớm ngày 04 tháng 10, các giám mục đồng tế lễ mừng kính thánh Phanxicô Assisi và cầu nguyện xin ơn Chúa Thánh Thần xuống trên Hội nghị.
Trước phiên họp đầu tiên, Hội đồng giám mục đã đón tiếp phái đoàn đại diện Chính quyền Trung ương và Thành phố Hồ Chí Minh đến chào mừng, dẫn đầu phái đoàn là ông Nguyễn Thiện Nhân, Uỷ viên Bộ Chính trị, Chủ tịch Uỷ ban Trung ương Mặt trận Tổ quốc Việt Nam, cùng đi có bà Võ Thị Dung, Phó Bí thư Thành uỷ Thành phố, ông Dương Ngọc Tấn, Phó trưởng Ban Tôn giáo Chính phủ, ông Phạm Quang Đồng, Phó giám đốc Sở Nội vụ, Trưởng ban Tôn giáo Thành phố cùng nhiều người khác.

### Ngày 5 tháng 10
Chiều ngày 5 tháng 10, các giám mục đã bầu chọn ra ban thường vụ nhiệm kì 2016 - 2019:
| STT | Tên Ủy ban Giám mục                 | Thành lập | Giám mục chủ tịch | Ghi chú |
| --- | ----------------------------------- | --------- | --- | ------- |
| 1   | Ban thường vụ                       | 1980      | Giuse Nguyễn Chí Linh (chủ tịch) Giuse Nguyễn Năng (phó chủ tịch) Phêrô Nguyễn Văn Khảm (tổng thư ký) Giuse Vũ Văn Thiên (phó tổng thư ký) |         |
| 2   | Ủy ban Giáo lý Đức tin              | 2001      | Phaolô Bùi Văn Đọc (Qua đời tháng 3/2018) Gioan Đỗ Văn Ngân (Được chọn tại Hội nghị Thường niên I năm 2018)                                |         |
| 3   | Ủy ban Kinh Thánh                   | 2007      | Giuse Võ Đức Minh |         |
| 4   | Ủy ban Phụng tự                     | 1980      | Emmanuel Nguyễn Hồng Sơn |         |
| 5   | Ủy ban Nghệ thuật thánh             | 2007      | Mátthêu Nguyễn Văn Khôi |         |
| 6   | Ủy ban Thánh nhạc                   | 1998      | Vinh Sơn Nguyễn Văn Bản |         |
| 7   | Ủy ban Loan báo Tin Mừng            | 2001      | Anphongsô Nguyễn Hữu Long |         |
| 8   | Ủy ban Giáo sĩ - Chủng sinh         | 1980      | Antôn Vũ Huy Chương |         |
| 9   | Ủy ban Tu sĩ                        | 2001      | Phêrô Nguyễn Văn Đệ |         |
| 10  | Ủy ban Giáo dân                     | 1980      | Giuse Trần Văn Toản |         |
| 11  | Ủy ban Truyền thông Xã hội          | 2006      | Giuse Nguyễn Tấn Tước |         |
| 12  | Ủy ban Giáo dục Công giáo           | 2009      | Giuse Đinh Đức Đạo |         |
| 13  | Ủy ban Mục vụ Giới trẻ và Thiếu nhi | 2007      | Phêrô Nguyễn Văn Viên |         |
| 14  | Ủy ban Văn hóa                      | 2001      | Giuse Vũ Duy Thống (Qua đời tháng 3/2017) Giuse Đặng Đức Ngân (Được chọn tại Hội nghị Thường niên I năm 2017)                              |         |
| 15  | Ủy ban Công lý và Hòa bình          | 2010      | Phaolô Nguyễn Thái Hợp |         |
| 16  | Ủy ban Mục vụ Gia đình              | 2007      | Giuse Châu Ngọc Tri |         |
| 17  | Ủy ban Bác ái Xã hội - Caritas      | 2001      | Tôma Aquinô Vũ Đình Hiệu |         |
| 18  | Ủy ban Mục vụ Di dân                | 2007      | Giuse Đỗ Mạnh Hùng |         |

Nguồn:

## Các vấn đề bàn bạc
Các vấn đề được Hội đồng giám mục Việt Nam thảo luận dịp đại hội XIII:
1. Soạn thảo và công bố Thư Chung gửi giáo dân.
2. Bầu Ban Thường vụ và Chủ tịch các Ủy ban trực thuộc Hội đồng Giám mục Việt Nam nhiệm kỳ 2016 - 2019.
3. Chia sẻ mục vụ của các giáo phận và các Ủy ban trực thuộc Hội đồng Giám mục Việt Nam.
4. Chia sẻ niềm vui về ngày khai giảng khóa Cao học thần học của Học viện Công giáo Việt Nam ngày 14 tháng 9 năm 2016 và những thao thức về nhân sự, cơ sở vật chất, ngân quỹ cho Học viện.
5. Lắng nghe Ủy ban Giáo sĩ - Chủng sinh trình bày dự án Trung Tâm Tĩnh Dưỡng Giáo Sĩ tại Đam-Bri, Bảo Lộc, Lâm Đồng.
6. Thảo luận về sinh hoạt phong phú của phong trào Thiếu Nhi Thánh Thể.
7. Trao đổi và góp ý về cơ cấu tổ chức của Hội Thừa Sai Việt Nam.
Những vấn đề khác cũng được chia sẻ như
- Việc xây dựng Vương cung thánh đường tại Trung Tâm Hành Hương Đức Mẹ La Vang.
- Khóa bồi dưỡng cho các giám mục mới chịu chức được tổ chức tại Rôma, từ ngày 4 đến 17 tháng 9 năm 2016.
- Đại hội tu sĩ tại Rôma từ ngày 28 đến 30 tháng 10 năm 2016.
- Đại hội toàn thể lần thứ 11 của Liên Hội đồng Giám mục Á Châu (FABC) tại Colombo, Sri Lanka, từ ngày 29 tháng 11 đến ngày 4 tháng 12 năm 2016.
- Lễ phong chân phước tử đạo tại Vientian, Lào, ngày 11 tháng 12 năm 2016.
- Hội nghị Kinh Thánh của Đông Nam Á sẽ được tổ chức tại Nha Trang từ ngày 17 đến 23 tháng 7 năm 2017.
- Hoạt động của tổ in ấn.
Linh mục Gioan Baotixita Ngô Đình Tiến, thư ký giáo tỉnh Huế xin nghỉ vai trò thư ký vì công việc của giáo phận, linh mục Phêrô Maria Trần Huy Hoàng, Giáo phận Nha Trang thay linh mục Tiến giữ chức vụ này.
Hội đồng Giám mục ấn định Hội nghị thường niên kỳ I/2017 sẽ được tổ chức tại Tòa Giám mục Nha Trang, từ ngày 24 đến 28 tháng 4 năm 2017.